# Powiat Buski
Der Powiat Buski ist ein Powiat (Kreis) in der polnischen Woiwodschaft Heiligkreuz. Der Kreis hat eine Fläche von 967,39 Quadratkilometern, auf der etwa 74.000 Einwohner leben (Stand 30. Juni 2012).

## Gemeinden
Der Powiat umfasst acht Gemeinden, davon fünf Stadt-und-Land-Gemeinden und drei Landgemeinden.

### Stadt-und-Land-Gemeinden
- Busko-Zdrój
- Nowy Korczyn
- Pacanów
- Stopnica
- Wiślica

### Landgemeinden
- Gnojno
- Solec-Zdrój
- Tuczępy